# Pteronymia alope
Pteronymia alope är en fjärilsart som beskrevs av Frederick DuCane Godman och Osbert Salvin 1879. Pteronymia alope ingår i släktet Pteronymia och familjen praktfjärilar. Inga underarter finns listade.